# Lætitia Philippon
Pour les personnes ayant le même patronyme, voir Philippon.
Lætitia Trefois-Philippon, née le 15 mars 1973, est une joueuse de hockey, membre de l'équipe de France de hockey sur glace féminin et de l'équipe de France de roller in line hockey féminin. Elle fut capitaine de ces deux équipes.

## Palmarès

### Roller hockey
- Championne de France en 2003 et 2017 (vice-championne en 2004-2005-2006-2009-2011-2016)
- Vainqueur de la coupe de France 2014 avec son club les Aloses de Bordeaux
- 80 sélections en équipe de France
- Médaillée de bronze en  championnats du monde 2005, 2006 et 2007.

### Hockey sur glace
- 10 fois Championne de France avec Cergy.
- Championne de France avec les Remparts de Tours 2018
- 120 sélections en équipe de France.
- Médaillée de bronze aux Championnats du Monde div.1 au Japon en 2007.

### Rink hockey
Elle participe en 1991 à la première édition du championnat d'Europe au sein de l'équipe de France avec laquelle elle termine à la 8e place.
- 20 sélections en équipe de France.